# Бельский, Виталий
Виталий Бельский (эст. Vitali Belski; 24 ноября 1966 года) — эстонский футболист, нападающий.

## Карьера
В первых чемпионатах независимой Эстонии выступал за нарвский «Транс». В 1992 году дебютном сезоне в Высшей лиге с тремя забитыми голами стал лучшим бомбардиром команды. Затем вместе с «Лоотус» Бельский в 1999 году добывался повышения в эстонскую элиту. Также форвард выступал за ряд любительских коллективов.

## Достижения
- Финалист Кубка Эстонии (1): 1993/94.